# Anoplolepis
Anoplolepis é um gênero de insetos, pertencente a família Formicidae.

## Espécies
- Anoplolepis bothae
- Anoplolepis candida
- Anoplolepis carinata
- Anoplolepis custodiens
- Anoplolepis deceptor
- Anoplolepis decolor
- Anoplolepis fallax
- Anoplolepis gracilipes
- Anoplolepis gracilipes
- Anoplolepis litoralis
- Anoplolepis macgregori
- Anoplolepis macrophthalma
- Anoplolepis mediterranea
- Anoplolepis melanaria
- Anoplolepis nuptialis
- Anoplolepis opaciventris
- Anoplolepis pernix
- Anoplolepis rufescens
- Anoplolepis simulans
- Anoplolepis steingroeveri
- Anoplolepis tenella
- Anoplolepis trimenii
- Anoplolepis tumidula
- Anoplolepis undet